# 黃麗玲 (官員)

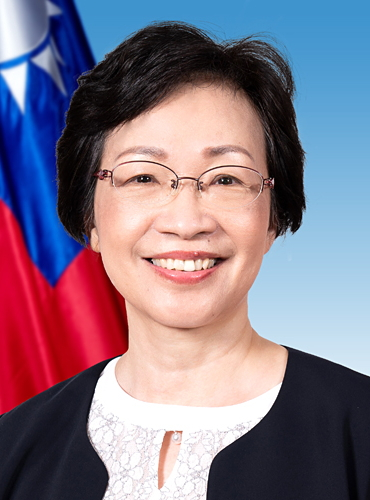
外交部刊登肖像照

黃麗玲，中華民國政府官員。

## 學歷
- 國立中興大學法律學系畢業[1]

## 經歷
- 行政院客家委員會人事室主任（2006年－2008年）
- 行政院公共工程委員會人事室主任（2008年－2013年）
- 行政院人事行政總處綜合規劃處副處長（2013年－2014年）
- 經濟部人事處副處長（2014年－2017年）
- 行政院人事行政總處公務人力發展中心副主任（2017年）
- 行政院人事行政總處公務人力發展學院副院長（2017年－2018年）
- 行政院人事行政總處培訓考用處處長（2018年－2021年）
- 外交部人事處處長（2021年9月－2025年2月）

## 榮譽
- 民國111年度（2022年）行政院所屬各級人事機構人事專業獎章[2]

| 中華民國政府職務 | 中華民國政府職務                                | 中華民國政府職務 |
| ---------------- | ----------------------------------------------- | ---------------- |
| 前任： 林文淵    | 中華民國外交部人事處處長 2021年9月－2025年2月   | 繼任： 呂世壹    |
| 前任： 蕭鈺      | 行政院人事行政總處培訓考用處處長 2018年－2021年 | 繼任： 陳月春    |

## 外部連結
- 黃麗玲、謝侑函. . 公務出國報告資訊網. 2018年8月10日  [2023年11月17日]. （原始内容存档于2023年11月17日）.
- 黃麗玲、吳迪文、許素惠、程元中、莊文瑄、劉瀞文、楊雨凡. . 公務出國報告資訊網. 2019年11月7日  [2023年11月17日]. （原始内容存档于2023年11月17日）.